# Christophe Dister
Christophe Dister (5 december 1970) is een Belgisch politicus van de MR en Waals Parlementslid.

## Levensloop
Hij werd beroepshalve zaakvoerder van een verzekeringskantoor.
Voor de PRL werd Christophe Dister in 1995 verkozen tot gemeenteraadslid van Terhulpen, waar hij van 2001 tot 2006 schepen was. Sinds 2006 is Dister burgemeester van de gemeente en was van 2015 tot 2017 als parlementslid in deze functie verhinderd.
Bij de Waalse verkiezingen van 2014 stond hij als eerste opvolger op de MR-lijst voor het Waals Parlement en het Parlement van de Franse Gemeenschap in het arrondissement Nijvel. In maart 2015 werd hij effectief lid van beide parlementen ter opvolging van Florence Reuter, die burgemeester van Waterloo werd. Begin januari 2017 nam Dister ontslag uit deze parlementen om terug voltijds burgemeester van Terhulpen te worden.